# Truberbrook
Truberbrook (або Trüberbrook) — містична пригодницька фантастична гра, розроблена компанією btf, випущена 12 березня 2019 для платформ Microsoft Windows, MacOS, Linux, Xbox One, PlayStation 4 та Nintendo Switch. Особливу увагу преси привернув вишуканий графічний стиль, який став можливим завдяки фотограмметрії.

## Сюжет
1967 рік. Увесь світ зосереджено спостерігає за холодним протистоянням і подіями у В'єтнамі, Радянський Союз та Америка змагаються за Місяць. Водночас в Європі студенти виходять на вулиці міст із протестами.
Світ у сум’ятті, але більшість людей навіть не підозрюють про події, що відбуваються в невеличкому провінційному містечку Німеччини. Американський студент Ганс Тангейзер у свої «майже двадцять» отримує несподівану звістку, що він виграв подорож до невеличкого поселення в Німеччині під назвою Трубабрук. Труба… що? Він навіть не пам’ятає, що брав участь у якійсь лотереї. Щасливий відкинути підготовку до захисту докторського ступеня з квантової фізики, він вирушає, зацікавлений, до Німеччини.
Але одразу ж після приїзду трапляється дещо неприємне: хтось влазить до його номера та викрадає записи. Хто це був? І чому він це зробив?
Потроху він знайомиться з місцевими та гостями, дивакуватішими один за одного. Лише молода Ґретхен Лемке, американський антрополог, яка проводила дослідження в Трубабруці, видається нормальною. Перш ніж Тангейзер зрозуміє, Ґретхен супроводжуватиме його в неймовірній пригоді! Молодий фізик згодом розуміє, що його прибуття в Трубабрук — не випадкове, і йому доведеться врятувати світ!

### Персонажі
Ганс Тангейзер — американський студент факультету фізики двадцяти років, досить кмітливий. Чарівний хлопчина, завжди цікавиться оточенням і дуже приязний.
Ґретхен Лемке — дещо надмірно захоплива студентка палеонтології приїздить до Трубабруку в пошуках загадок, що оточують поселення.
Лазар Тафт — загадковий винахідник, що придбав старий маєток в Трубабруці.
Саме містечко сповнене примхливих мешканців, туристів та дивних людей, як от груба, але добра власниця пансіонату Труд і її дочка Лені — дивна дитина віку початкової школи. Також там є старий барон, ветеран двох світових воєн, і Лессінґ — прототип сучасних любителів конспірацій. І, звісно ж, Трубі, легендарне озерне чудовисько. Ну і ще кілька інших персонажів.

## Ігровий процес
Trüberbrook — центрована на сюжеті пригодницька гра з великим фокусом на персонажів та історію, але містить головоломки, як слід розгадати, щоб історія розгорталася далі. Ці головоломки гармонійно лягають у розповіді.
Ви будете вести Тангейзера різними місцями з видом від третього обличчя, часто камера буде на відстані, щоби посилити відчуття зазирання в діораму. Ви говоритиме з людьми, взаємодіятимете з оточенням та вирішуватиме головоломки: від простих «що є в речах моїх, що можу я вжити на іншому предметі?» до соціальних випробувань (переконування інших персонажів), а також психологічних тестів.
Для консольних версій підготували інтуїтивно-зрозуміле керування для контролерів, що дозволяє одночасно рухатися й оглядати околиці. Для комп’ютерної версії підготували дві версії: класична «наведи-й-натисни» за допомогою миші та за допомогою контролера.

## Особливості гри

### Створені вручну декорації
Одна з найвиразніших особливостей гри — це унікальний візуальний стиль. Усі сцени були створені вручну. Тобто своїми руками! І пальцями!
Кожна сцена має свій характер і освітлена справжнім фізичним світлом. Навіть зміну погоди можна зробити, змінивши кілька деталей та прикрасивши все справжніми сніжинками.

### Музичний супровід
Музичний супровід у Trüberbrook — це оригінальні композиції, які підтримують настрій гри, щось на кшталт заспокійливого дум джазу. Композитори надихалися Томом Вейтсом, Анджело Бадаламенті, Марком Ланеганом, Timber Timbre чи Bohren & der Club of Gore. Керували процесом Себастьєн Найджел та Альберт Шрейдер.

### Локалізація
«Ми витратили багато годин на запис акторів озвучення, щоб їхні голоси гармонійно лягали в канву гри. Оскільки головний герой — американець серед групки німців, ми хотіли зобразити це: в англійському міжнародному озвученні Тангейзер говорить чистою американською англійською, а всі мешканці Трубабрука мають німецькі акценти.»
У грі присутня текстова українська та французька локалізації від команди ігрових локалізаторів UNLOCTEAM.